# 纪容舒
紀容舒（1685年—1764年），字遲叟，號竹崖，直隸獻縣人。清朝政治人物。

## 生平
先世江南人，明成祖永樂遷都時，徵調富戶以充實北直，遂居献县。父紀天申為博士弟子員。
康熙五十二年（1713年）癸巳恩科舉人，歷任戶部、刑部屬官。乾隆十五年（1750年）外放雲南姚安府知府，故人稱姚安公。為官清廉，累贈光祿大夫、兵部左侍郎、都察院左都御史、禮部尚書。
精通考據學，有《唐韻考》、《杜律疏》、《玉台新詠考異》等。紀昀為紀容舒次子。